# Compigny
Compigny es una localidad y comuna francesa situada en la región de Borgoña, departamento de Yonne, en el distrito de Sens y cantón de Sergines.

## Demografía
| 200 | 210 | 204 | 197 | 204 | 189 | 188 | 208 | 230 | 218 | 206 | 326 | 229 | 228 | 212 | 249 | 209 | 202 | 180 | 190 | 151 | 146 | 143 | 122 | 140 | 135 | 120 | 110 | 75 | 92 | 112 | 117 | 154 |
| Para los censos de 1962 a 1999 la población legal corresponde a la población sin duplicidades (Fuente: INSEE [Consultar]) |     |     |     |     |     |     |     |     |     |     |     |     |     |     |     |     |     |     |     |     |     |     |     |     |     |     |     |    |    |     |     |     |